# Tramontana (meteorologie)

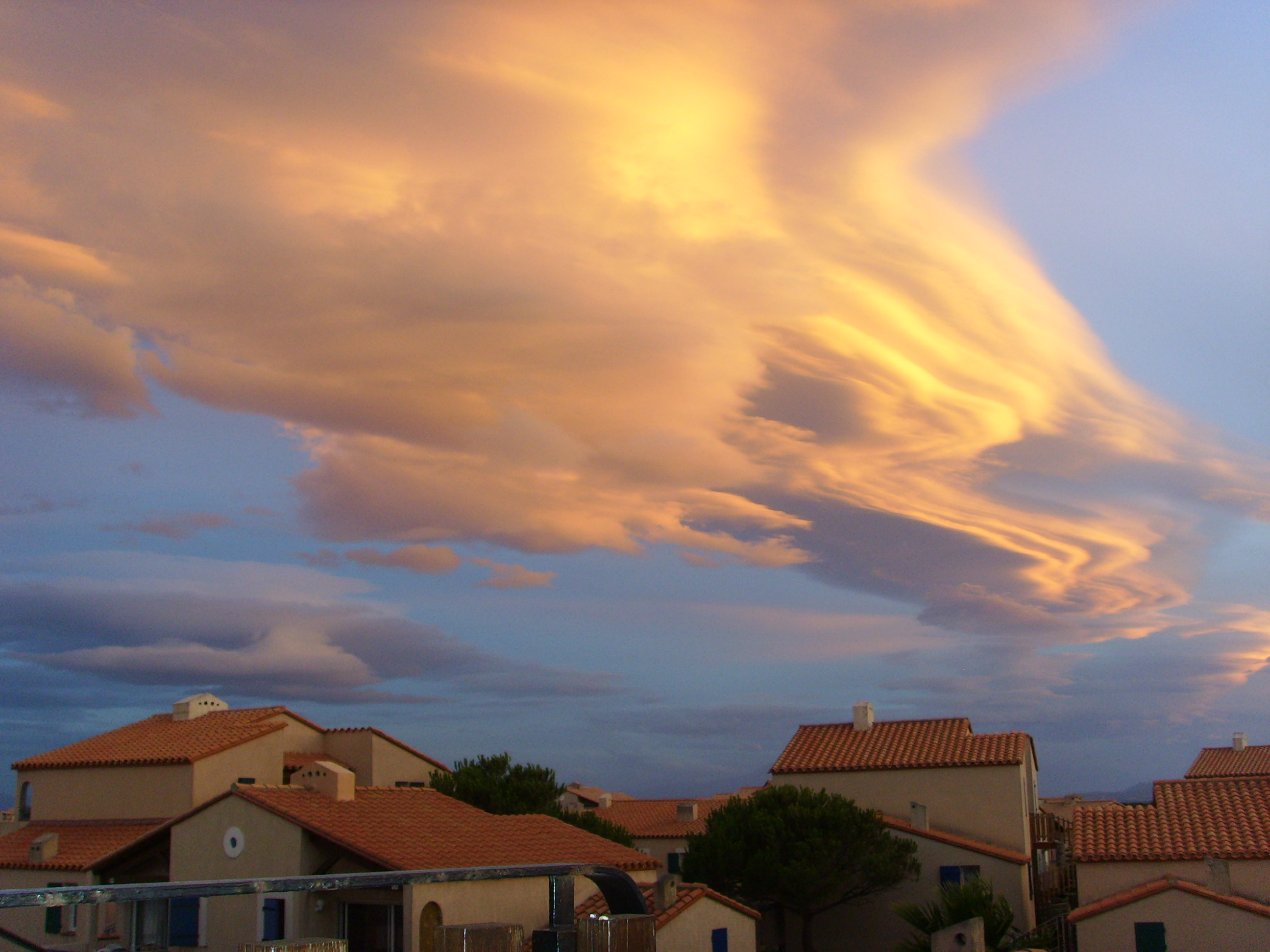
De typerende wolken die ontstaan door de tramontana; hier boven Leucate (Aude) in het zuiden van Frankrijk

Tramontana (Frans: Tramontane, Catalaans: Tramuntana) is een bijzondere windconditie die een eigen naam gekregen heeft. De tramontana (etymologie: transmontanus (Latijn: "de overkant van de bergen") is een droge, koude en sterke wind, die vanuit het noordwesten waait in de Franse regio Occitanie, de Spaanse regio Alt Empordà, op het eiland Minorca en in de Italiaanse regio Friuli-Venezia Giulia. Hij versnelt, door het Venturi-effect (Wet van Bernoulli), tijdens zijn doorgang tussen de Pyreneeën, het zuiden van het Centraal Massief en de Karnische Alpen. De tramontana komt meestal op na een periode van minder goed weer, waarna mooi weer volgt. De tramontana-wind haalt minimaal een windsnelheid van 3 beaufort, maar kan soms tot 9 beaufort aantrekken. Windvlagen van 150 km/uur komen regelmatig voor. Aan de kust is hij gewild door ervaren windsurfers. Volgens de inwoners van de Languedoc-Roussillon waait de tramontana-wind steeds in een veelvoud van 3 dagen. In die zin is de tramontana vergelijkbaar met de mistral. Alleen de valleien waardoor de wind aangewakkerd wordt verschillen:
De gebruikte doorgangen:
- tramontana: tussen de Pyreneeën, het zuiden van het Centraal Massief en tussen de Monte Coglians en de Karnische Alpen
- mistral: tussen het oosten van het Centraal Massief en het westen van de Alpen (de Rhônevallei).

Ook de föhn valt in deze klasse van winden.